# Indianapolis 500 in 1930

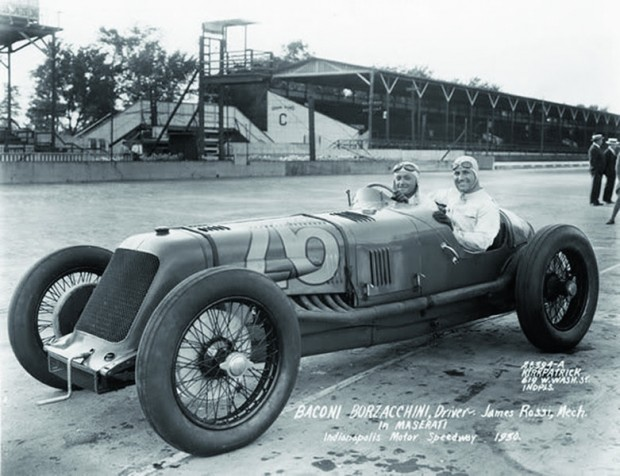
1930-05-25 Indy 500 Maserati V4 Borzacchini Rossi

De 18e Indianapolis 500 werd gereden op vrijdag 30 mei 1930 op de Indianapolis Motor Speedway. Amerikaans coureur Billy Arnold won de race.

## Startgrid
| Rij | Binnen              | Midden         | Buiten             |
| --- | ------------------- | -------------- | ------------------ |
| 1   | Billy Arnold        | Louis Meyer    | Shorty Cantlon     |
| 2   | Louis Schneider     | Chet Gardner   | Ernie Triplett     |
| 3   | Russ Snowberger     | Phil Shafer    | Leslie Allen       |
| 4   | Cy Marshall         | Frank Farmer   | Lou Moore          |
| 5   | J. C. McDonald      | Joe Gaccia     | Chet Miller        |
| 6   | Claude Burton       | Lora Corum     | Johnny Seymour     |
| 7   | Charles Moran       | Tony Gulotta   | Pete DePaolo       |
| 8   | Bill Cummings       | Mel Keneally   | Jimmy Gleason      |
| 9   | Wilbur Shaw         | Joe Huff       | Speed Gardner      |
| 10  | Baconin Borzacchini | Marion Trexler | Letterio Cucinotta |
| 11  | Deacon Litz         | Babe Stapp     | Dave Evans         |
| 12  | Zeke Meyer          | Bill Denver    | Rick Decker        |
| 13  | Roland Free         | Harry Butcher  |                    |

## Race
| #                                  | Coureur             | Auto                  | Ronden | Opgave     |
| ---------------------------------- | ------------------- | --------------------- | ------ | ---------- |
| 1                                  | Billy Arnold        | Summers-Miller        | 200    |            |
| 2                                  | Shorty Cantlon      | Stevens-Miller        | 200    |            |
| 3                                  | Louis Schneider     | Stevens-Miller        | 200    |            |
| 4                                  | Louis Meyer         | Stevens-Miller        | 200    |            |
| 5                                  | Bill Cummings       | Stevens-Duesenberg    | 200    |            |
| 6                                  | Dave Evans          | Stevens-Miller        | 200    |            |
| 7                                  | Phil Shafer         | Coleman-Miller        | 200    |            |
| 8                                  | Russ Snowberger     | Snowberger-Studebaker | 200    |            |
| 9                                  | Leslie Allen        | Miller                | 200    |            |
| 10                                 | Lora Corum          | Stutz                 | 200    |            |
| 11                                 | Claude Burton       | Oakland               | 196    |            |
| 12                                 | Letterio Cucinotta  | Maserati              | 185    |            |
| 13                                 | Chet Miller         | Ford                  | 161    |            |
| 14                                 | Harry Butcher       | Buick                 | 127    |            |
| 15                                 | Mel Keneally        | Whippet-Miller        | 114    | Mechanisch |
| 16                                 | Zeke Meyer          | Miller                | 115    | Mechanisch |
| 17                                 | Ernie Triplett      | Whippet-Miller        | 125    | Mechanisch |
| 18                                 | J. C. McDonald      | Studebaker            | 112    | Mechanisch |
| 19                                 | Roland Free         | Whippet-Miller        | 69     | Mechanisch |
| 20                                 | Tony Gulotta        | Chrysler              | 79     | Mechanisch |
| 21                                 | Frank Farmer        | Miller                | 69     | Ongeval    |
| 22                                 | Bill Denver         | Smith-Miller          | 41     | Mechanisch |
| 23                                 | Joe Huff            | Cooper-Miller         | 48     | Mechanisch |
| 24                                 | Wilbur Shaw         | Smith-Miller          | 54     | Mechanisch |
| 25                                 | Joe Caccia          | Duesenberg            | 43     | Ongeval    |
| 26                                 | Cy Marshall         | Duesenberg            | 29     | Ongeval    |
| 27                                 | Charles Moran       | DuPont                | 22     | Ongeval    |
| 28                                 | Jimmy Gleason       | Miller                | 22     | Mechanisch |
| 29                                 | Lou Moore           | Coleman-Miller        | 23     | Ongeval    |
| 30                                 | Deacon Litz         | Duesenberg            | 22     | Ongeval    |
| 31                                 | Babe Stapp          | Duesenberg            | 18     | Ongeval    |
| 32                                 | Johnny Seymour      | Cooper-Miller         | 21     | Ongeval    |
| 33                                 | Pete DePaolo        | Stevens-Duesenberg    | 19     | Ongeval    |
| 34                                 | Marion Trexler      | Auburn-Lycoming       | 19     | Ongeval    |
| 35                                 | Speed Gardner       | Miller                | 14     | Mechanisch |
| 36                                 | Baconin Borzacchini | Maserati              | 8      | Mechanisch |
| 37                                 | Rick Decker         | Mercedes-Clemons      | 7      | Mechanisch |
| 38                                 | Chet Gardner        | Duesenberg            | 1      | Ongeval    |
| Gemiddelde snelheid : 161,655 km/h |                     |                       |        |            |